# Prosevania rimosa
Prosevania rimosa är en stekelart som först beskrevs av Günther Enderlein 1906.  Prosevania rimosa ingår i släktet Prosevania och familjen hungersteklar. Inga underarter finns listade i Catalogue of Life.